# José Luis González Uriol
José Luis González Uriol (Saragossa, 16 de novembre de 1936) és un organista i professor espanyol d'origen aragonés.

## Biografia
Va començar els seus estudis musicals al Conservatori Superior de Música de Saragossa, del qual ha estat catedràtic d'Orgue i Clavecí entre els anys 1985 i 2007. Durant la seva formació fou alumne de professors tan destacats com Montserrat Torrent i Serra, Macario Santiago Kastner, Luigi Ferdinando Tagliavini o Gustav Leonhardt.
González Uriol és un especialista en Música Antiga espanyola i ha estat intèrpret de prestigi. Com a tal, ha realitzat nombrosos enregistraments discogràfics, entre les quals cal destacar el doble CD dedicat a Antonio de Cabezón, que ha estat realitzat en els òrgans històrics més importants d'Europa. En l'actualitat és organista titular de l'orgue històric "José de Sesma" del Pati de la Infanta (construït en 1692 por Joseph de Sesma, ca. 1625-1699), i de l'Òrgan "Spaeth" de la Reial Capella de Santa Isabel de Portugal a Saragossa, a més de conseller de la Institución Fernando el Católico i fundador de la secció de Música Antiga d'aquesta institució. També és Director del Curs i Festival de Música Antiga de Daroca des de 1979, el més antic d'Aragó d'aquesta temàtica.

## Reconeixements
Entre els diversos reconeixements que ha rebut durant la seva trajectòria professional es troben:
- Creu d'Alfons X el Savi
- Medalla de les Corts d'Aragó
- Medalla al Mèrit Cultural del Govern d'Aragó